# Tugajewo (rejon gafurijski)
Tugajewo (ros. Тугаево) – wieś (dieriewnia) w Rosji, w Baszkortostanie, w rejonie gafurijskim. W 2010 liczyła 270 mieszkańców.